# Мещерский, Арсений Иванович
Арсе́ний Ива́нович Меще́рский (1834[…], Вышневолоцкий уезд, Тверская губерния — 26 ноября 1902, Санкт-Петербург) — русский живописец, характерный мастер академического пейзажа второй половины XIX века, известный изображениями природы южной и северной России, Крыма и Кавказа. Ученик пейзажиста Александра Калама, от которого заимствовал приёмы, а затем развил собственный стиль пейзажа, который был его «фирменным знаком». Считал себя «рисовальщиком» природы.

## Биография

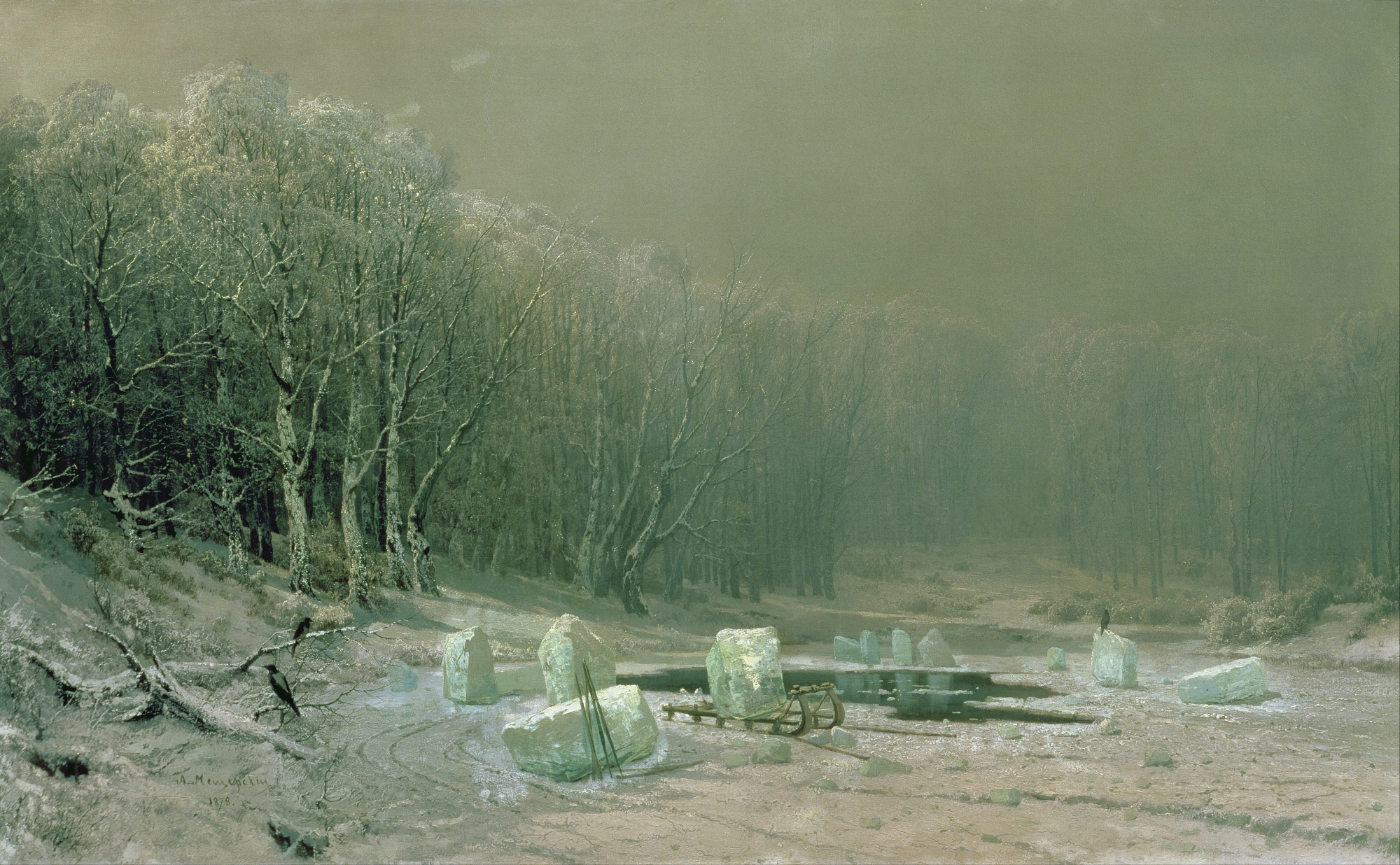
Зима. Колка льда

Сведений о родителях не сохранилось. Бытует мнение, что так или иначе принадлежал к знатному роду Мещерских. Сам он в переписке с искусствоведом Н. П. Собко писал: «Я уроженец Тверской губернии, Вышневолоцкого уезда, родился в 1831 году в крестьянской семье».
В 1854—1857 года был вольноприходящим учеником в Императорской Академии художеств, где обучался под руководством Ф. А. Бруни, С. М. Воробьёва, Т. А. Неффа. Участвовал в академической выставке. На ней представлял два пейзажа: «Вид в окрестностях Ораниенбаума» и «Вид Петропавловской крепости». За эти картины получил малую серебряную медаль.
В 1857 году за полотно «Утро в окрестностях города Фридрихсгамена» Академия наградила Мещерского большой серебряной медалью. Также в этом же году он покинул стены Академии и на средства своего высокопоставленного покровителя отправился на усовершенствование своей живописи в Швейцарию, где обучался у популярного пейзажиста Александра Калама.
За представленную на Академической выставке 1859 года исполненную в Швейцарии картину «Швейцарский вид» он получил большую золотую медаль, звание классного художника и право на заграничное пенсионерство. В 1860 году отправился на казённый счет вновь в Швейцарию, совершив это путешествие через Крым в Турцию, Грецию, Италию. Прожив там четыре года, в 1864 году на фрегате «Александр Невский» совершил плавание к островам Зелёного Мыса. Вернувшись на родину, проживал в Петербурге, изредка посещая Финляндию, Прибалтику и Кавказ. Позже получил широкое признание и в России, и за рубежом.
В 1884 году за своё полотно «У лесного озера» удостоился звания профессора. В конце 1870 — начале 1880-х годов регулярно участвовал в академических выставках в созданном при Академии Обществе выставок художественных произведений.
Современники Мещерского утверждали, что 1879 год стал для него роковым: Мещерский сильно заболел пневмонией, начал страдать приступами удушья.
В 1886 году награждён орденом Святой Анны 3-й степени «за особые труды на художественном поприще». На протяжении 1898 года путешествовал. Побывал в Турции, на Афоне и на некоторых островах Греческого архипелага, вновь посетил Италию и Швейцарию.
В середине ноября 1902 года в газете «Новое время» появился некролог о том, что «13 ноября скончался от астмы Арсений Иванович Мещерский, профессор пейзажной живописи, некогда пользовавшийся большой популярностью в художественном мире Петербурга… Наиболее удавались ему горные пейзажи и зимние мотивы».
Работы Мещерского выставлены в Русском музее и Третьяковской галерее.

## Картины
- Швейцарский вид
- Ржаное поле у лесной дороги
- Тихая заводь
- Смерть Камиллы, сестры Горация
- Нарвский рейд
- Зимний вечер в Финляндии

и другие.
В собрании Одесского художественного музея
- Зимний пейзаж. 1869.
- Закат солнца в горах. 1874.
- Лес у моря. Крым. 1879.
- Лес. Группа деревьев. 1887.
- Дерево над оврагом. 1889.
- Пейзаж.

## Галерея

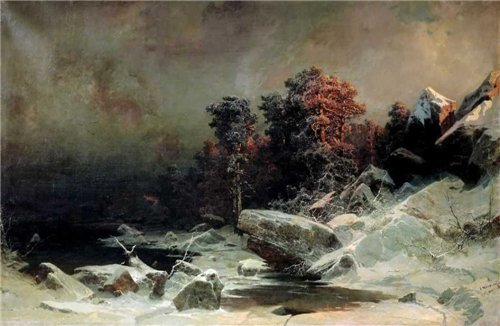
Зимний вечер в Финляндии
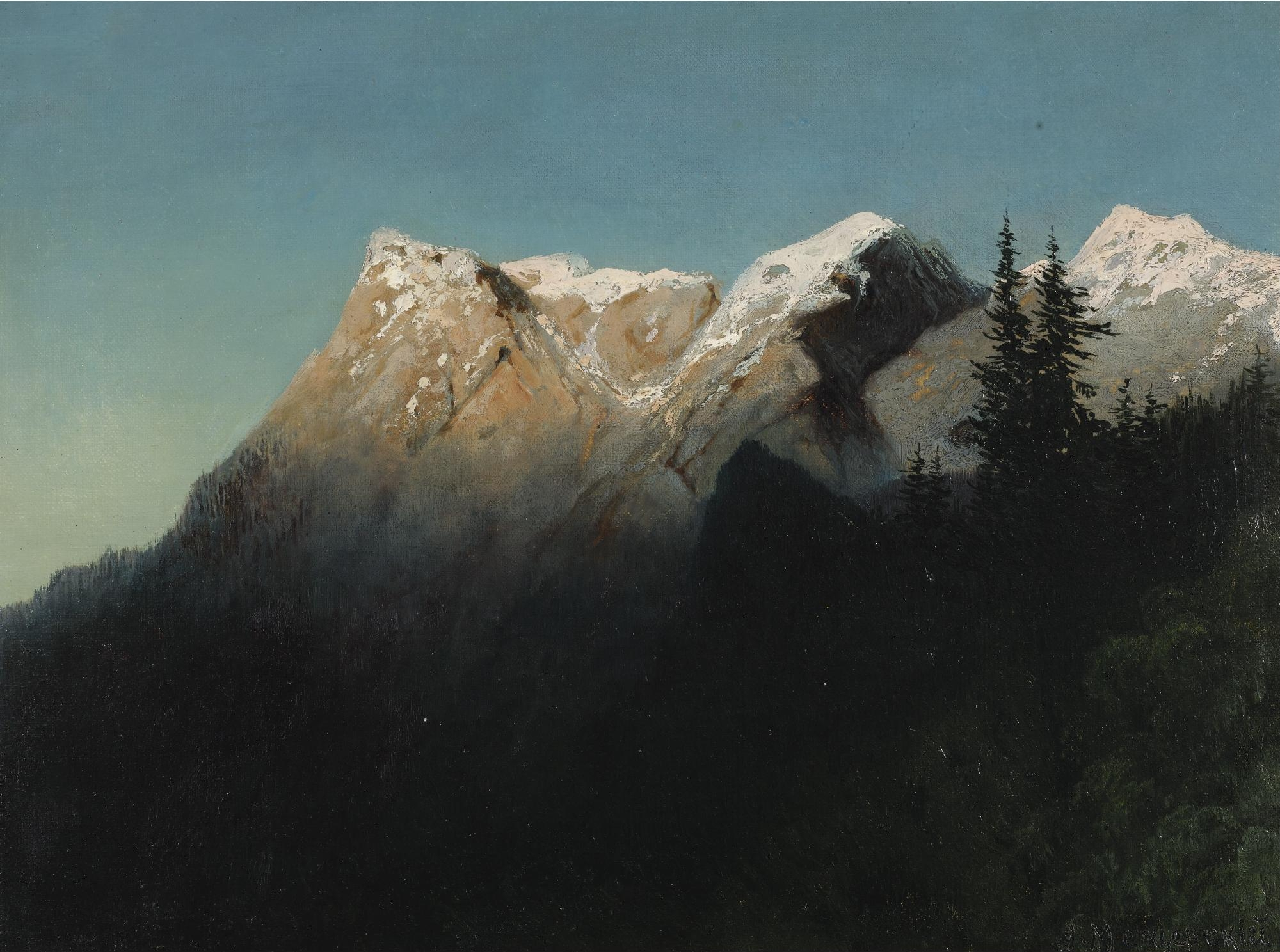
Горные вершины в снегу
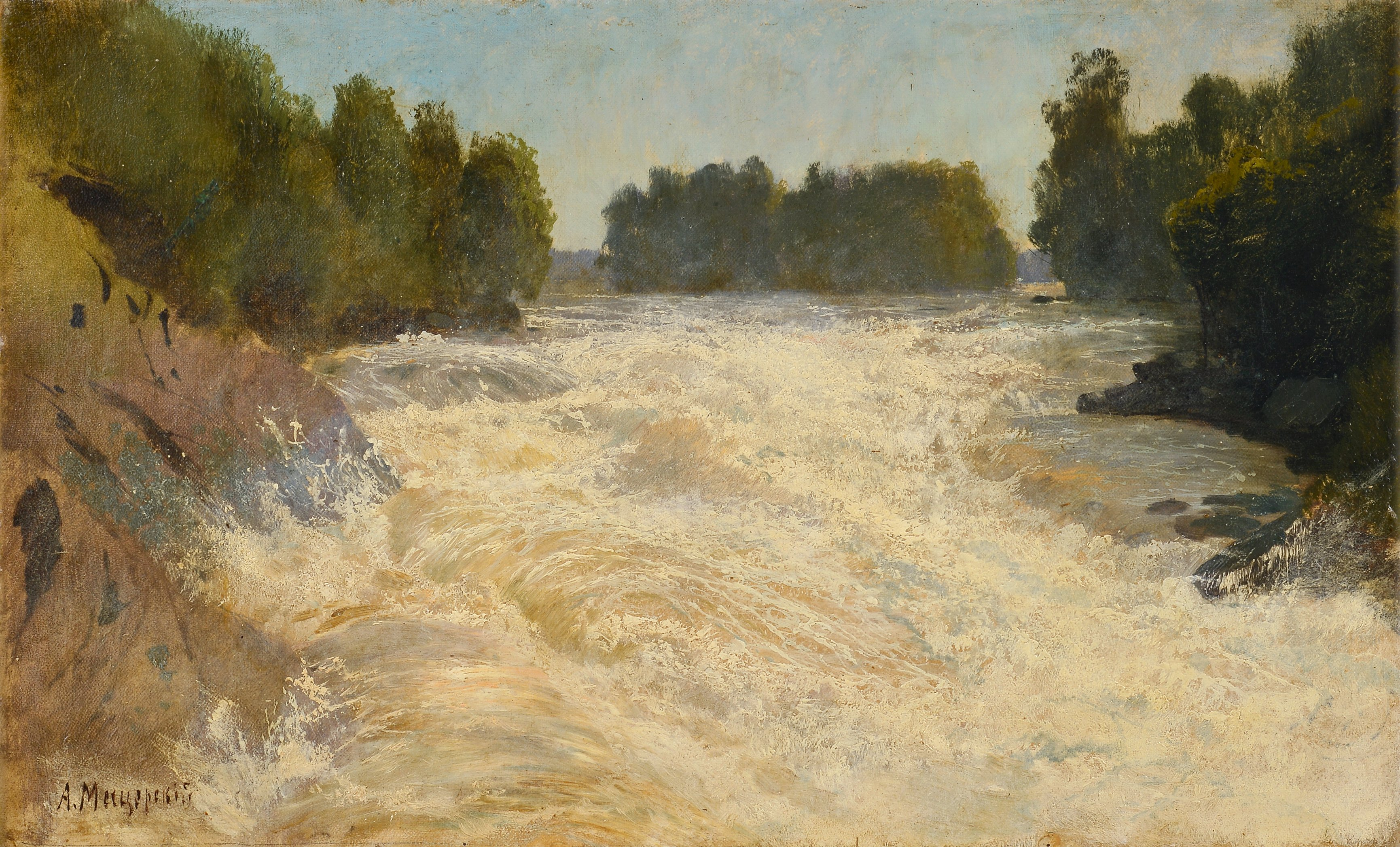
Стремнина
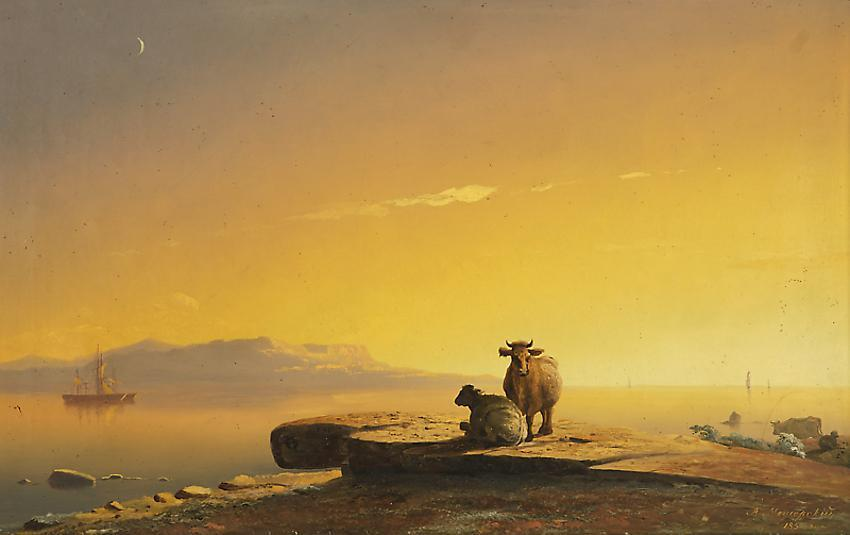
Вечер